# Hypsiboas raniceps
Hypsiboas raniceps е вид земноводно от семейство Дървесници (Hylidae).

## Разпространение
Видът е разпространен в Аржентина, Боливия, Бразилия, Колумбия, Парагвай и Френска Гвиана.